# Megachile xanthura
Megachile xanthura là một loài Hymenoptera trong họ Megachilidae. Loài này được Spinola mô tả khoa học năm 1853.